# Raji
Pour les articles homonymes, voir Raji (homonymie).
Le raji est une langue tibéto-birmane parlée au Népal. 

## Répartition géographique
Le raji est parlé dans les districts de Banke, Bardiya, Surkhet, Kailali et de Kanchanpur dans le sud-ouest du Népal. Les Raji étaient traditionnellement des nomades, désormais sédentarisés.

## Classification interne
Le raji constitue avec le rautyé et le rawat les langues raji-rautyé, un groupe de la famille tibéto-birmane. Fortier et Rastogi estiment que le raji et le rawat sont une même langue.

## Sources
- (en) Jana Fortier, Kavita Rastogi, 2004, Sister Languages? Comparative Phonology of Two Himalayan Languages, Nepalese Linguistics 21, p. 42-52.